# Фёдоров, Вячеслав Васильевич
Вячесла́в Васи́льевич Фёдоров (1946—2004) — математик, доктор физико-математических наук, профессор МГУ.

## Биография
Родился в семье военнослужащих. После окончания средней школы города Калинина (1964) поступил на механико-математический факультет МГУ, который окончил в 1969 году. Участвовал в работе семинара (с 1966) под руководством своего учителя профессора Ю. Б. Гермейера — одного из основоположников школы исследования операций и теории игр в нашей стране. После окончания аспирантуры факультета вычислительной математики и кибернетики МГУ (1972 год) Фёдоров был оставлен для работы на факультете.
Кандидат физико-математических наук (1972), тема диссертации: «Метод штрафных функций определения максимина и задача об искусственном рассеивании» (научный руководитель Ю. Б. Гермейер).
Доктор физико-математических наук (1978), тема диссертации: «Метод штрафов в теории принятия решений».
Учёное звание — профессор по кафедре исследования операций (1983).
Заслуженный профессор МГУ (2002). Почётный профессор Тверского университета (2002). Действительный член РАЕН (1998).
Ассистент (1972—1975), старший преподаватель (1975—1976), доцент (1976—1981), профессор (1981—2004) кафедры исследования операций.
Фёдоров занимался разработкой методов оптимизации, математическим моделированием и приложениями, связанными с автоматизацией проектирования сложных технических систем. C 1988 года по 1996 год, не оставляя преподавания в МГУ, работал в Институте проблем кибернетики, затем в Институте высокопроизводительных вычислительных систем РАН в должности заведующего отделом прикладной математики. Основной задачей этого отдела было создание прикладного математического обеспечения супер-ЭВМ. Кроме того, велись работы по автоматизации проектирования, методам оптимизации, физике плазмы и моделированию сетей передачи данных.
В течение 17 лет тесно сотрудничал с ОКБ имени П. О. Сухого, где занимался разработкой САПР летательных аппаратов. Созданное при непосредственном участии Фёдорова математическое и программное обеспечение САПР ЛА использовалось для проектирования самолёта Су-27, его последующих модификаций, ряда конверсионных проектов. За цикл работ по автоматизации проектирования Фёдорову в составе коллектива авторов присуждались премии Минвуза СССР, а в 1981 году — премия Совета Министров СССР в области науки и техники.
Фёдоров вёл большую научно-организационную работу. Был членом редколлегий журналов «Вестник МГУ», «Известия РАН. Теория и системы управления», «Дискретный анализ и исследование операций», «Информационные технологии и вычислительные системы», работал в составе нескольких диссертационных советов.
Фёдоров вёл большую научно-организационную работу. Был членом редколлегий журналов «Вестник МГУ», «Известия РАН. Теория и системы управления», «Дискретный анализ и исследование операций», «Информационные технологии и вычислительные системы», работал в составе нескольких диссертационных советов. Под его руководством защищены 12 кандидатских диссертаций, 6 учеников Фёдорова стали докторами наук.
Опубликовал более 120 научных работ, в том числе монографии.
Фёдоров погиб 20 апреля 2004 года у себя дома при невыясненных обстоятельствах.

## Основные работы
- Численные методы максимина — М.: Наука, 1979.
- Математические методы автоматизированного проектирования — М.: Высшая школа, 1989. (соавт. В. А. Вязгин)
- Курс методов оптимизации — М., Наука, 1986 (соавт. А. Г. Сухарев, А. В. Тимохов), 3-е изд.: М.: Физматлит, 2008. — 368 с.
- Исследование операций в задачах и упражнениях — М.: Высшая школа, 1986 (соавт. В. В. Морозов, А. Г. Сухарев) 2-е изд.: М.: URSS, 2009.
- Моделирование в исследовании операций — М.: Твема, 1996. (соавт. В. Г. Карманов)